# خط ۲ متروی ریو دو ژانیرو

خط ۲ با رنگ سبز

خط ۲ متروی ریو دو ژانیرو (انگلیسی: Line 2) یکی از خط‌های متروی ریو دو ژانیرو است که در منطقه شمالی این شهر واقع شده است. 
این خط  در سال ۱۹۸۱ افتتاح شده و که در هنگام افتتاح دارای ۲ ایستگاه بوده و ، خط ۲ هم‌اکنون شامل ۲۹ خط و ۳۰.۲ کیلومتر طول می‌باشد.